# Parti Éléphant blanc de Montréal
Le Parti Éléphant blanc de Montréal est un parti politique montréalais créé le 8 août 1989, dont la mission est de dénoncer, décrier, condamner l'administration en place et de défendre les intérêts des Montréalais, très souvent à l'aide de l'humour. Le chef actuel de ce parti est Michel Bédard.